# Argentina Open 2015
Argentina Open 2015 byl tenisový turnaj pořádaný jako součást mužského okruhu ATP World Tour, který se hrál v areálu Buenos Aires Lawn Tennis Clubu na otevřených antukových dvorcích. Konal se mezi 23. únorem až 1. březnem 2015 v argentinském hlavním městě Buenos Aires jako 18. ročník turnaje.
Turnaj s rozpočtem 573 750 dolarů patřil do kategorie ATP World Tour 250. Nejvýše nasazeným hráčem ve dvouhře byl třetí hráč světa Rafael Nadal ze Španělska, který splnil roli favorita a získal turnajový titul. Deblovou soutěž ovládla finsko-brazilská dvojice Jarkko Nieminen a André Sá.

## Rozdělení bodů a finančních odměn

### Rozdělení bodů
| Soutěž       | vítězové | finalisté | semifinalisté | čtvrtfinalisté | 16 v kole | 32 v kole | Q  | Q3 | Q2 | Q1 |
| ------------ | -------- | --------- | ------------- | -------------- | --------- | --------- | -- | -- | -- | -- |
| dvouhra mužů | 250      | 150       | 90            | 45             | 20        | 0         | 12 | 6  | 0  | 0  |
| čtyřhra mužů | 250      | 150       | 90            | 45             | 0         |           |    |    |    |    |

### Finanční odměny
| Soutěž                              | vítězové | finalisté | semifinalisté | čtvrtfinalisté | 16 v kole | 32 v kole |
| ----------------------------------- | -------- | --------- | ------------- | -------------- | --------- | --------- |
| dvouhra                             | $91 050  | $47 950   | $25 975       | $14 800        | $8 720    | $5 165    |
| čtyřhra                             | $27 660  | $14 540   | $7 880        | $4 510         | $2 640    |           |
| částka ve čtyřhře je uvedena na pár |          |           |               |                |           |           |

## Mužská dvouhra

### Nasazení
| Stát                          | Hráč                | ATP | Nasazení |
| ----------------------------- | ------------------- | --- | -------- |
| Španělsko                     | Rafael Nadal        | 3.  | 1.       |
| Španělsko                     | Tommy Robredo       | 18. | 2.       |
| Uruguay                       | Pablo Cuevas        | 23. | 3.       |
| Itálie                        | Fabio Fognini       | 28. | 4.       |
| Argentina                     | Leonardo Mayer      | 30. | 5.       |
| Česko                         | Jiří Veselý         | 44. | 6.       |
| Španělsko                     | Pablo Andújar       | 50. | 7.       |
| Španělsko                     | Pablo Carreño Busta | 55. | 8.       |
| Žebříček ATP k 16. únoru 2015 |                     |     |          |

### Jiné formy účasti
Následující hráči obdrželi divokou kartu do hlavní soutěže:
- Guido Andreozzi
- Renzo Olivo
- Horacio Zeballos

Následující hráči postoupili z kvalifikace:
- Facundo Argüello
- Facundo Bagnis
- Marco Cecchinato
- Andrés Molteni

### Skrečování
- Pablo Carreño Busta (onemocnění)

## Mužská čtyřhra

### Nasazení
| Stát                                                                                   | Hráč             | Stát      | Hráč             | ATP  | Nasazení |
| -------------------------------------------------------------------------------------- | ---------------- | --------- | ---------------- | ---- | -------- |
| Uruguay                                                                                | Pablo Cuevas     | Španělsko | David Marrero    | 74.  | 1.       |
| Argentina                                                                              | Máximo González  | Argentina | Horacio Zeballos | 147. | 2.       |
| Švédsko                                                                                | Johan Brunström  | USA       | Nicholas Monroe  | 150. | 3.       |
| Česko                                                                                  | František Čermák | Česko     | Jiří Veselý      | 163. | 4.       |
| Žebříček ATP k 16. únoru 2015; číslo je součtem žebříčkového postavení obou členů páru |                  |           |                  |      |          |

### Jiné formy účasti
Následující páry obdržely divokou kartu do hlavní soutěže:
- Facundo Argüello /  Pedro Cachín
- Federico Delbonis /  Andrés Molteni

### Odhlášení
před zahájením turnaje
- Fabio Fognini (onemocnění)

## Přehled finále

### Mužská dvouhra
- Rafael Nadal vs.  Juan Mónaco, 6–4, 6–1

### Mužská čtyřhra
- Jarkko Nieminen /  André Sá vs.  Pablo Andújar /  Oliver Marach, 4–6, 6–4, [10–7]